# Внутрішнє мовлення
Внутрішнє мовлення — процес оформлення думки відбувається без її вираження — усного чи письмового. Специфіка використання індивідуального коду у цій формі мовлення визначається початковим комунікативним наміром суб'єкта мовленнєвої діяльності спілкуватися з самим собою.
Уміння орієнтуватися в ситуації спілкування — це вміння усвідомлювати:
1. загальний комунікативний намір (мотив) спілкування;
2. завдання мовлення (мету мовлення);
3. особливості адресата (характеристика людини, до якої звертаються);
4. предмет мовлення (про що збираюся говорити чи писати);
5. загальний задум, основна думка (що хочу говорити чи писати).

Основною особливістю внутрішнього мовлення є його предикативність. Інша особливість такого мовлення — це здатність до згортання, граматична аморфність (Л. С. Виготський).
Внутрішнє мовлення є також ситуативним, т.т. завжди пов'язане з певною ситуацією, умовами, які його викликають. Цим і пояснюються його фрагментарність, стислість. Поряд зі словами у внутрішньому мовленні можуть бути використані образи і схеми, т.т. предмет мовлення може бути не названий, а поданий як образ (образ-схема). Задум висловлювання двочленний: вказівка на предмет висловлювання і на те нове, що про цей предмет треба сказати (предикативність: тема і рема).